# Felix Hentschel
Felix Hentschel (25 de septiembre de 1988) es un deportista alemán que compite en triatlón. Ganó una medalla de bronce en el Campeonato Europeo de Triatlón de Larga Distancia de 2021.

## Palmarés internacional
| Campeonato Europeo | Campeonato Europeo | Campeonato Europeo | Campeonato Europeo |
| Año                | Lugar              | Medalla            | Prueba             |
| ------------------ | ------------------ | ------------------ | ------------------ |
| 2021               | Roth (Alemania)    | Medalla de bronce  | Individual         |